# Charles Chieng
Charles S. Chieng era un político micronesio que ocupa el cargo de noveno y actual gobernador de Yap desde el 9 de enero de 2023.

## Biografía
En 1974, Chieng estudió Ciencias Políticas en la Universidad de Guam, y se trasladó a la Universidad del Mundo Encarnado de Texas, donde se B.A. en Ciencias Políticas y en Educación Secundaria. A continuación se trasladó a Washington D.C. para cursar un M.D. en Planificación Urbana y Regional en la DCU.
Chieng pasó seis años como supervisor de Raven Systems and Research Inc. y otros seis como gerente de Computer Microfilm International Corporation en Arlington, Virginia. En 1994, pasó a ser Administrador de Procesamiento Automático de Datos del Departamento Financiero de FSM.
Chieng fue legislador de 2003 a 2015, donde fue presidente de la séptima Legislatura del Estado de Yap y miembro y presidente de la Comisión de Recursos, Educación y Desarrollo.
Chieng y su compañero de fórmula, Francis Itimai, se presentaron a las elecciones a gobernador del estado de Yap el 8 de noviembre de 2022 contra el actual gobernador Jesse Salau y el exfuncionario del Gabinete James Gartamag Lukan. Chieng ganó las elecciones a tres bandas con una pluralidad del 44,2% de los votos, correspondientes a 1630 sufragios.